# Сеченьи фюрдё (станция метро)
«Сеченьи фюрдё» (венг. Széchenyi fürdő — «купальня Сеченьи») — станция Будапештского метрополитена на линии M1 (жёлтой).
Станция расположена под городским парком Варошлигет, имеет выход к купальне Сеченьи.
Станция была открыта 2 мая 1896 года в составе первой линии Будапештского метрополитена, ставшей и первой линией метрополитена в континентальной Европе. Первоначально называлась «Артези фюрдё» (венг. Artézi fürdő), после переименования купальни в честь графа Сеченьи, станция сменила имя вместе с купальней. С 1896 по 1973 год была конечной станцией на северном конце линии M1 и была при этом наземной станцией.
В 1973 году северная часть линии подверглась кардинальной перестройке, была сооружена станция «Мексикои ут», ставшая конечной, была ликвидирована наземная станция «Аллаткерт» (венг. Állatkert), существовавшая между станциями «Сеченьи фюрдё» и «Хёшёк тере», а сама станция «Сеченьи фюрдё» была перестроена в подземную станцию.
С 1973 года «Сеченьи фюрдё» — станция мелкого заложения с двумя боковыми платформами.